# 利纳雷斯德莫拉
利纳雷斯德莫拉，是西班牙阿拉贡自治区特鲁埃尔省的一个市镇。总面积116平方公里，总人口303人（2001年），人口密度3人/平方公里。